# Томашевич, Кирилл Фомич
Кири́лл Фоми́ч Томаше́вич (1852 — после 1909) — член Государственной думы Российской империи III созыва от Могилёвской губернии, входил в русскую национальную фракцию.

## Биография
Окончил Горыгорецкое земледельческое училище. С 1872—1874 годах был в составе межевых чинов Могилёвской люстрационной комиссии. В 1879 году поступил на службу смотрителем и преподавателем арифметики в Могилёвской центральной фельдшерской школе и в центральной повивальной школе-физики.
В 1884 году был назначен помощником правителя канцелярии Могилёвского губернатора. Позже состоял в должности старшего чиновника особых поручений при Могилёвском губернаторе, одновременно исполняя обязанности секретаря губернского статистического комитета и члена отделения государственного крестьянского банка. С 1902 до выборов в Государственную думу был членом Могилёвского губернского по городским делам присутствия. Кроме того, К. Ф. Томашевич состоял 12 лет гласным городской Думы, более 4 лет — председателем общества взаимного кредита и с 1904 года — директором тюремного комитета. Землевладелец (40 десятин).